# Lubomír Vejražka
Lubomír Vejražka (* 10. března 1961 Most) je pracovník v neziskovém sektoru (děti s postižením), publicista a spisovatel, bývalý horolezec. Knižně a publicisticky se dlouhodobě věnoval tématu zemětřesení pod Huascaránem, při němž zahynulo 31. května 1970 celkem 14 českých horolezců a 70 000 Peruánců, dlouhodobě řeší téma rodin politických vězňů komunistického režimu padesátých let a muklů samotných, taktéž napsal dvoje pohádky z prostředí mašinek.

## Životopis
V letech 1979 až 1984 studoval na Stavební fakultě ČVUT. Na fakultě chtěl zůstat a věnovat se výuce studentů a aplikovanému výzkumu. Protože odmítl splnit požadavek katedry TZB vstoupit do KSČ, nástup na dohodnuté místo se nekonal.
Od roku 1975 se věnoval závodně veslování. V dorostu získal na dvojskifu titul na mistrovství Československa, prvním rokem v mužích pak v roce 1980 titul na skifu v lehké váze. Jeho dobře nastartovanou závodní kariéru ukončil vážný úraz plic.
Po vyléčení začala éra vysokohorské turistiky, později horolezectví a cestování po mimoevropských velehorách – 3x Kavkaz, 1x Fanské hory, 5x Bílé Kordilléry v Peru, 5x Himálaje; nejvyšší dosažený vrchol Kedar dom 6831 m v Garhwalském Himálaji.
Po roce 1990 tři roky podnikání ve stavebnictví. Protože se již tehdy začalo rozmáhat uplácení zakázek, ukončil podnikání.
Od roku 1993 se (spolu s Jiřím Hladíkem) věnoval projektu Huascarán, který se vracel do roku 1970 k zemětřesení v Peru, při němž zahynulo 14 českých horolezců a 70 000 Peruánců. Výsledkem se staly postupně tři knihy v letech 1995, 1999 a 2000. Čtvrtá kniha k padesátému výročí události vyjde na konci rolku 2020 (Huascarán, zastavení po padesáti letech). V rámci projektu Huascarán vznikl s ČT čtyřdílný dokumentární film Vysoko v horách And (1994). Projekt přispěl k česko-peruánský vztahům, díky projektu si vyměnili dary prezidenti ČR a Peru Václav Havel a Alberto Fujimori, autoři projektu byli přijati dvakrát prezidentem Peru, dvakrát předsedkyní Parlamentu Peru. Záštitu nad projektem převzal předseda parlamentu ČR Milan Uhde, Alberto Fujimori napsal předmluvu první knize a Václav Havel jí napsal věnování. Projekt Huascarán měl velmi široký záběr v médiích.
V roce 1995 (spolu s Jiřím Hladíkem) organizoval projekt Tibetské děti u Moravských bratří směřující do SZ Indie do Ladakhu. Výsledkem byl mj. film natočený s ČT – Moravané na konci světa.
Od roku 1997 se věnuje (spolu s Jiřím Hladíkem) Výtvarnému centru pro děti s postižením Sněženka ve Smržovce (Jizerské hory).
Občanské sdružení Unikátní projekty, kde se angažuje (spolu s Jiřím Hladíkem), obdrželo v roce 2000 cenu Jana Masaryka Gratias Agit, kterou uděluje ministr zahraničních věcí osobám a subjektům reprezentujícím ČR v zahraničí.
Od roku 2005 se věnuje temným létům naší historie – zločinům komunismu. Díky tomu vznikly knihy Nezhojené rány národa (2012) a Jizvy zůstávají/Dědictví zla stále živé (2018). V obou publikacích je zobrazeno téma rodin politických vězňů padesátých let 20. století včetně přesahu do dneška; jde o opomenutý rozměr komunistického útlaku. Je zde popsáno i muklovské téma, také některá nadčasová zamyšlení odvíjející se od totality v Československu. Vydání knih bylo doprovozené velkou publicistickou aktivitou (celkem 30 vstupů do rozhlasu, cca 40x na různé webové stránky, cca 5x v TV a 10x v tisku).
Od roku 2012 píše pohádky o mašinkách, aby si oddychl od těžkého tématu politických vězňů.
Od roku 2014 publikuje příležitostně na www.hlídacípes.org. Část příspěvků se týká tématu politických vězňů a jejich rodin, část příspěvků se věnuje zapomínání na dobu nesvobody a nástupu oligarchistických struktur do vedení ČR.

## Publikace
VEJRAŽKA, Lubomír; HLADÍK, Jiří. Huascarán : Cesta končí, cesta začíná. 1. vyd. [s.l.]: BUK, 1995. 208 s. ISBN 80-901848-0-4. Kniha se dotýká zániku horolezecké expedice Peru 70 pod lavinou uvolněnou z vrcholu Huascarán při zemětřesení, směřuje především k manželkám, dětem a sourozencům horolezců. Vystihuje jejich bolesti po pádu laviny i později. Expedice samotná je zobrazena na pozadí vzpomínek rodin a dopisů směřujících z Peru domů. Kniha není cestopisem.
VEJRAŽKA, Lubomír; HLADÍK, Jiří. Huascarán : život v údolí krásy a hrozby. 1. vyd. Nové Město nad Metují: Agentura Fox, 1999. 189 s. ISBN 80-86248-08-9. Kniha byla věnovaná dění v roce 1970 očima Indiánů, dotkla se i jejich života v devadesátých letech. Kniha není cestopisem.
VEJRAŽKA, Lubomír; HLADÍK, Jiří; ARNOŠT ČERNÍK. Výprava na Ararat/Říkali mu Ajšek. 1. vyd. [s.l.]: Baset, 2000. 288 s. ISBN 80-86223-12-4. Jiří Hladík, Lubomír Vejražka: Arnošt Černík: Výprava na Ararat / Říkali mu Ajšek; Baset Praha 2000, ISBN 80-86223-12-4. Kniha je součástí dvojknihy Výprava na Ararat/Říkali mu Ajšek. První část napsal spisovatel Arnošt Černík, člen expedice Peru 1970. Po jeho smrti text nebyl vydán, na svou chvíli čekal třicet let. Druhou část vznikla podle vzpomínek Černíkových přátel na jeho osobu.
VEJRAŽKA, Lubomír. Hledání - 100 let Jedličkova ústavu v Liberci. [s.l.]: Unikátní projekty, 2004. ISBN 80-239-4103-8. S. 302. (foto archiv ústavu a Jiří Hladík) – kniha líčí německou i českou historii Jedličkova ústavu v Liberci.
VEJRAŽKA, Lubomír. Nezhojené rány národa. [s.l.]: Baset, 2012. 716 s. ISBN 978-80-7340-133-7. (perokresby Pavel Piekar). Kniha se věnuje dosti opomíjenému tématu rodin politických vězňů komunistického režimu padesátých a šedesátých let, také vězňům samotným, zahrnuje i „nadčasové“ kapitoly. Předmluva od l. Feirabenda. https://nezhojene-rany-naroda.webnode.cz/
VEJRAŽKA, Lubomír. Bláznivé pohádky o tanvaldských mašinkách. [s.l.]: Baset, 2014. 95 s. ISBN 978-80-7340-152-8. (ilustrace Mária Černá) https://tanvaldske-masinky-pohadky.webnode.cz/
VEJRAŽKA, Lubomír. Jizvy zůstávají - Dědictví zla stále živé. [s.l.]: Baset, 2018. 248 s. ISBN 978-80-7340-178-8.(perokresby Pavel Piekar). Kniha zpracovává téma dětí politických vězňů komunistického režimu. Sleduje persekuci rodin, situaci doma po propuštění, vývoj vztahu rodičů a pod. Předmluva od Pavla Žáčka a kardinála Dominika Duky.  https://jizvy-zustavaji-dedictvi-zla.webnode.cz/
Útěk tanvaldských mašinek do Tater aneb Boj mašinky Pádlenky za svobodu (2020, ilustrace Mária Černá) https://tanvaldske-masinky-pohadky.webnode.cz/
VEJRAŽKA, Lubomír; Mária Černá. Útěk tanvaldských mašinek do Tater aneb Boj mašinky Pádlenky za svobodu. 1. vyd. Baset, 2020. 112 s. ISBN 978-80-7340-189-4 (Ilustrace Mária Černá). https://tanvaldske-masinky-pohadky.webnode.cz/
VEJRAŽKA, Lubomír; HLADÍK, Jiří. Huascarán, zastavení po padesáti letech. 1. vyd. ALPY Praha, 2020. 200 s. ISBN 978-80-85613-44-5. Kniha se s odstupem padesáti let dívá na expedici Peru 1970, na její přípravy a průběh, na životní peripetie manželek horolezců. Své místo má  pohled indiánů. Vysvětluje, jak osudová hora působí v rodinách i po padesáti letech. Zamýšlí se, co člověka vábí do hor, nechává k tématu hovořit rodinné příslušníky a další pamětníky. https://huascaran-kniha50let-1970-2020.webnode.cz/
VEJRAŽKA, Lubomír. Bolest přetrvává a cesta nekončí - Nesmazatelný otisk v podvědomí národa. 1. vyd. Baset, 2022. 280 s. ISBN 978-80-7340-209-9.(Kresby Pavel Piekar). Kniha (stejně jako její předchůdkyně Jizvy zůstávají) uceleně zobrazuje téma rodin a dětí politických vězňů uvězněných v padesátých letech i mukly samotné. Téma přesahuje i do obecnějších rovin, je zde zobrazena řada hlubších zamyšlení a souvislostí, také psychologických okolností v celé košatosti života. V knize je obsažena i polemika s názory u nás v současnosti silně šířenými, totiž že minulý režim nebyl až tak zlý a byl legitimní. Polemika se odehrává literární formou s postavou jménem Mlžilka, jejíž předobraz existuje. Předmluva od historika Petra Blažka a herce Milana Kňažka. https://bolest-pretrvava-politicti-vezni-rodiny.webnode.cz